# Dieci (gmina)
Dieci – gmina w Rumunii, w okręgu Arad. Obejmuje miejscowości Cociuba, Crocna, Dieci, Revetiș i Roșia. W 2011 roku liczyła 1490 mieszkańców.